# Голов, Алексей Евгеньевич
Алексей Евгеньевич Голов (родился 24 января 1992 года) — российский регбист, защитник. Мастер спорта по регби.

## Карьера
С 2014 по 2016 год выступал за регбийный клуб «Металлург».
С 2016 по 2020 год выступал за регбийный клуб «Кубань».
В 2020 году перешёл в казанскую «Стрела».
14 ноября 2021 года впервые сыграл за сборную России в матче против Испании (12:49).

## Достижения
- Серебряный призёр Чемпионата Европы U20 по регби-15 в 2012 году
- Двукратный Чемпион России по регби-7 в 2016 и 2017 годах